# Héctor Pagán
Héctor Pagán (* 16. Oktober 2001) ist ein puerto-ricanischer Leichtathlet, der im Mittel- und Langstreckenlauf an den Start geht.

## Sportliche Laufbahn
Erste internationale Erfahrungen sammelte Héctor Pagán im Jahr 2019, als er bei den U20-Panamerikameisterschaften in San José in 31:53,65 min den vierten Platz im 10.000-Meter-Lauf belegte. 2021 siegte er über diese Distanz in 30:20,48 min bei den erstmals ausgetragenen Panamerikanischen Juniorenspielen in Cali und im Jahr darauf belegte er bei den Ibero-Amerikanischen Meisterschaften in La Nucia in 14:09,34 min den achten Platz im 5000-Meter-Lauf. Anschließend gewann er bei den U23-Karibikspielen in Guadeloupe in 3:56,81 min die Silbermedaille hinter seinem Landsmann Carlos Vilches. 2023 siegte er in 14:07,17 min über 5000 Meter bei den Zentralamerika- und Karibikspielen in San Salvador. Kurz darauf gewann er bei den U23-NACAC-Meisterschaften in San José in 4:01,61 min die Silbermedaille über 1500 Meter hinter dem Kanadier Emile Toupin und sicherte sich auch über 5000 Meter in 14:29,39 min die Silbermedaille hinter dem US-Amerikaner Cole Sprout. Im November belegte er bei den Panamerikanischen Spielen in Santiago de Chile in 14:51,07 min den fünften Platz über 5000 Meter und gelangte auch über 10.000 Meter mit 29:29,22 min auf Rang fünf. Im Jahr darauf belegte er bei den Ibero-Amerikanischen Meisterschaften in Cuiabá in 3:41,24 min den vierten Platz über 1500 Meter.
2021 wurde Pagán puerto-ricanischer Meister im 5000-Meter-Lauf.

## Persönliche Bestleistungen
- 1500 Meter: 3:41,24 min, 10. Juni 2023 in Carolina
- 3000 Meter: 8:19,72 min, 8. April 2021 in Barranquitas
- 5000 Meter: 13:56,96 min, 19. Mai 2023 in New York City
- 10.000 Meter: 29:27,26 min, 14. April 2022 in Walnut